# Deconstructivismo

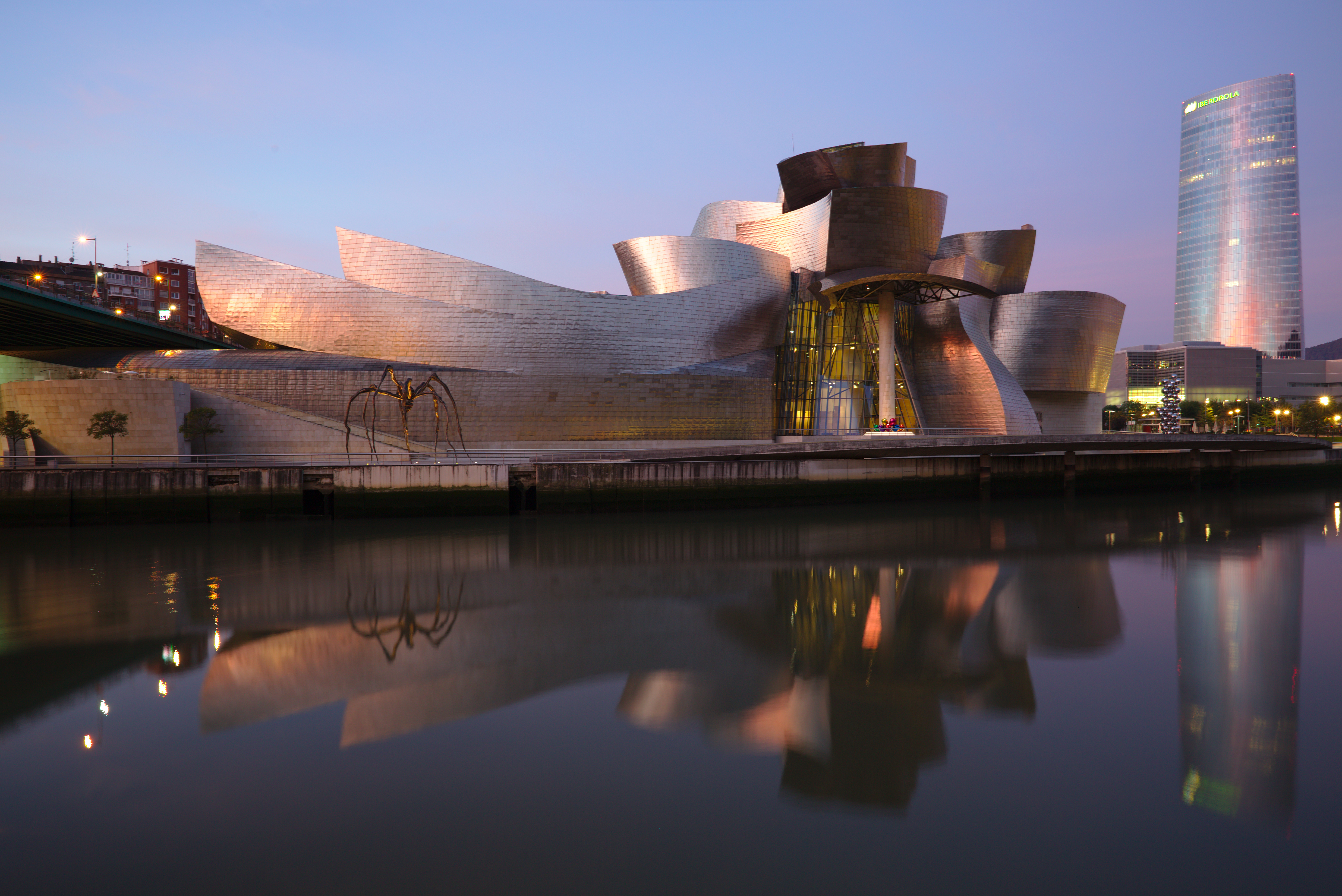
El Museo Guggenheim de Bilbao, España, de Frank Gehry, es uno de los edificios más espectaculares del deconstructivismo. De contornos orgánicos, trata de parecerse a un barco. Sus paneles brillantes de titanio, que recuerdan a las escamas de un pez, reflejan el río Nervión.

El deconstructivismo es un movimiento arquitectónico que nació a finales de la década de 1980. Se caracteriza por la fragmentación, el proceso de diseño no lineal, el interés por la manipulación de las ideas de la superficie de las estructuras y, en apariencia, de la geometría no euclidiana (por ejemplo, formas no rectilíneas) que se emplean para distorsionar y dislocar algunos de los principios elementales de la arquitectura, como la estructura y la envolvente del edificio. La apariencia visual final de los edificios de la escuela deconstructivista se caracteriza por una estimulante impredecibilidad y un caos controlado. Tiene su base en el movimiento teórico-literario también llamado deconstrucción. El nombre deriva asimismo del constructivismo ruso que existió durante la década de 1920, de donde retoma alguna de su inspiración formal. 

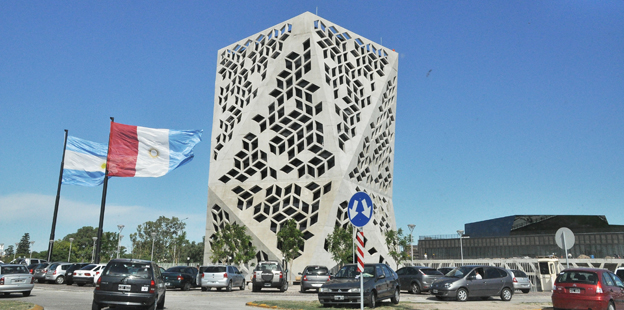
Vista del Centro Cívico del Bicentenario. Fue inaugurado en el año 2011 en la ciudad de Córdoba, Argentina.

Algunos acontecimientos importantes en la historia del movimiento deconstructivista fueron el concurso internacional del parisino Parc de la Villette (especialmente la participación de Jacques Derrida y Peter Eisenman y el primer premio de Bernard Tschumi), la exposición de 1988 del Museo de Arte Moderno de Nueva York Deconstructivist Architecture, organizada por Philip Johnson y Mark Wigley, y la inauguración en 1989 del Wexner Center for the Arts en Columbus, diseñado por Peter Eisenman. En la exposición de Nueva York se exhibieron obras de Frank Gehry, Daniel Libeskind, Rem Koolhaas, Peter Eisenman, Zaha Hadid, Coop Himmelb(l)au y Bernard Tschumi. 

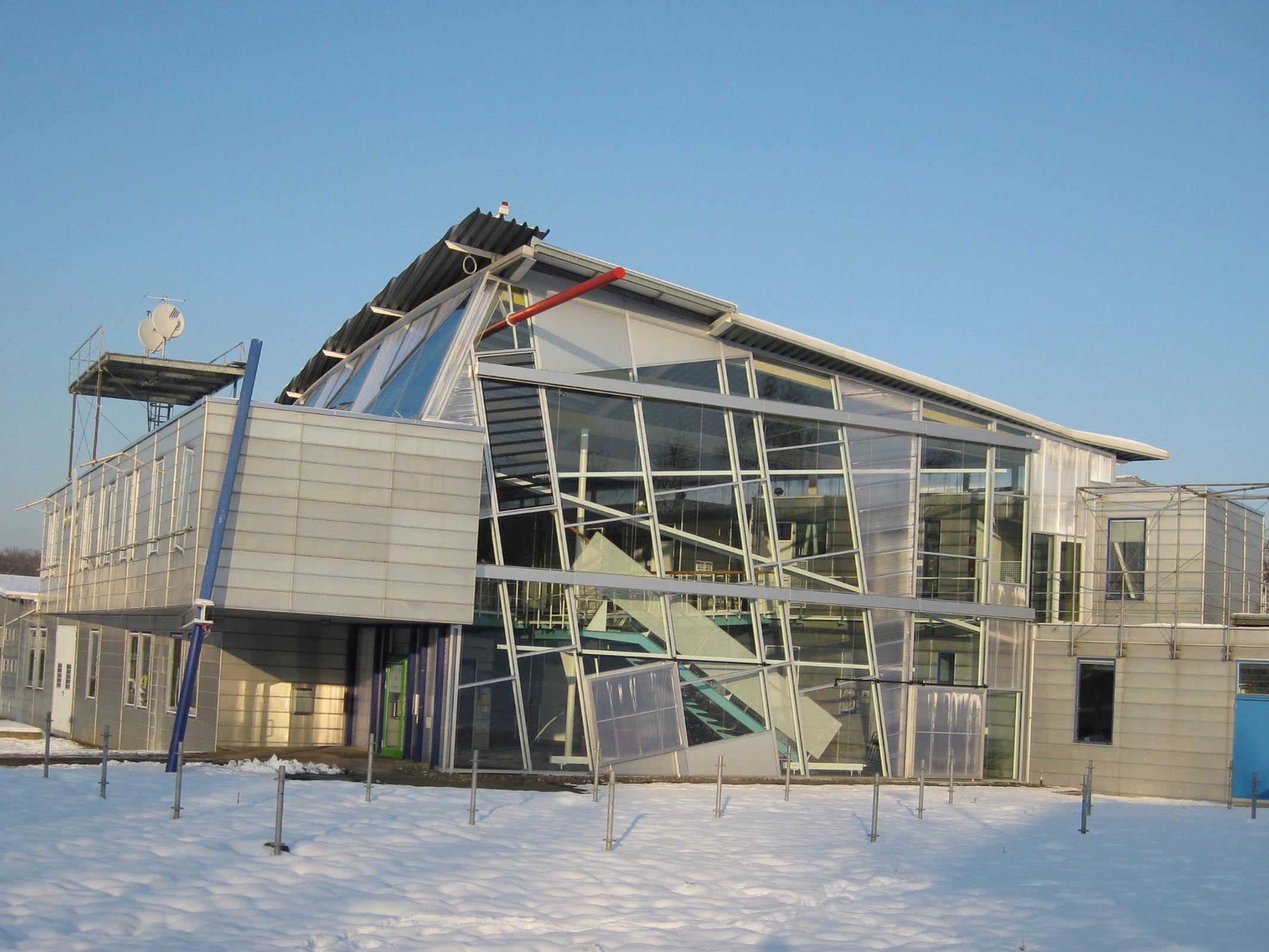
La Hysolar-Haus de Behnisch & Partner, en Stuttgart

Originalmente, algunos de los arquitectos conocidos como deconstructivistas estaban influidos por las ideas del filósofo francés Jacques Derrida. Eisenman mantuvo una relación personal con Derrida, pero de todas formas desarrolló su aproximación al diseño arquitectónico mucho antes de hacerse deconstructivista. Según él, el deconstructivismo debe considerarse una extensión de su interés por el formalismo radical. Algunos seguidores de la corriente deconstructivista estaban también influidos por la experimentación formal y los desequilibrios geométricos de los constructivistas rusos. Hay referencias adicionales en el deconstructivismo a varios movimientos del siglo XX: la interacción movimiento moderno/postmodernismo, expresionismo, cubismo y el arte contemporáneo. El intento del deconstructivismo es liberar a la arquitectura de las reglas de la arquitectura moderna, que sus seguidores juzgan constrictivas, como «la forma sigue a la función» (“form follows function”), «la pureza de la forma» y la «verdad de los materiales» (“truth on materials”).
El deconstructivismo incluye ideas de fragmentación, procesos no lineales, procesos de diseño, geometría no euclidiana, negando polaridades como la estructura y el recubrimiento. La apariencia visual de los edificios de este estilo se caracteriza por un caos controlado. Muchos críticos del deconstructivismo ven esto como un mero ejercicio formal con poco significado social.

## Historia, contexto e influencias

### Movimiento moderno y postmodernismo

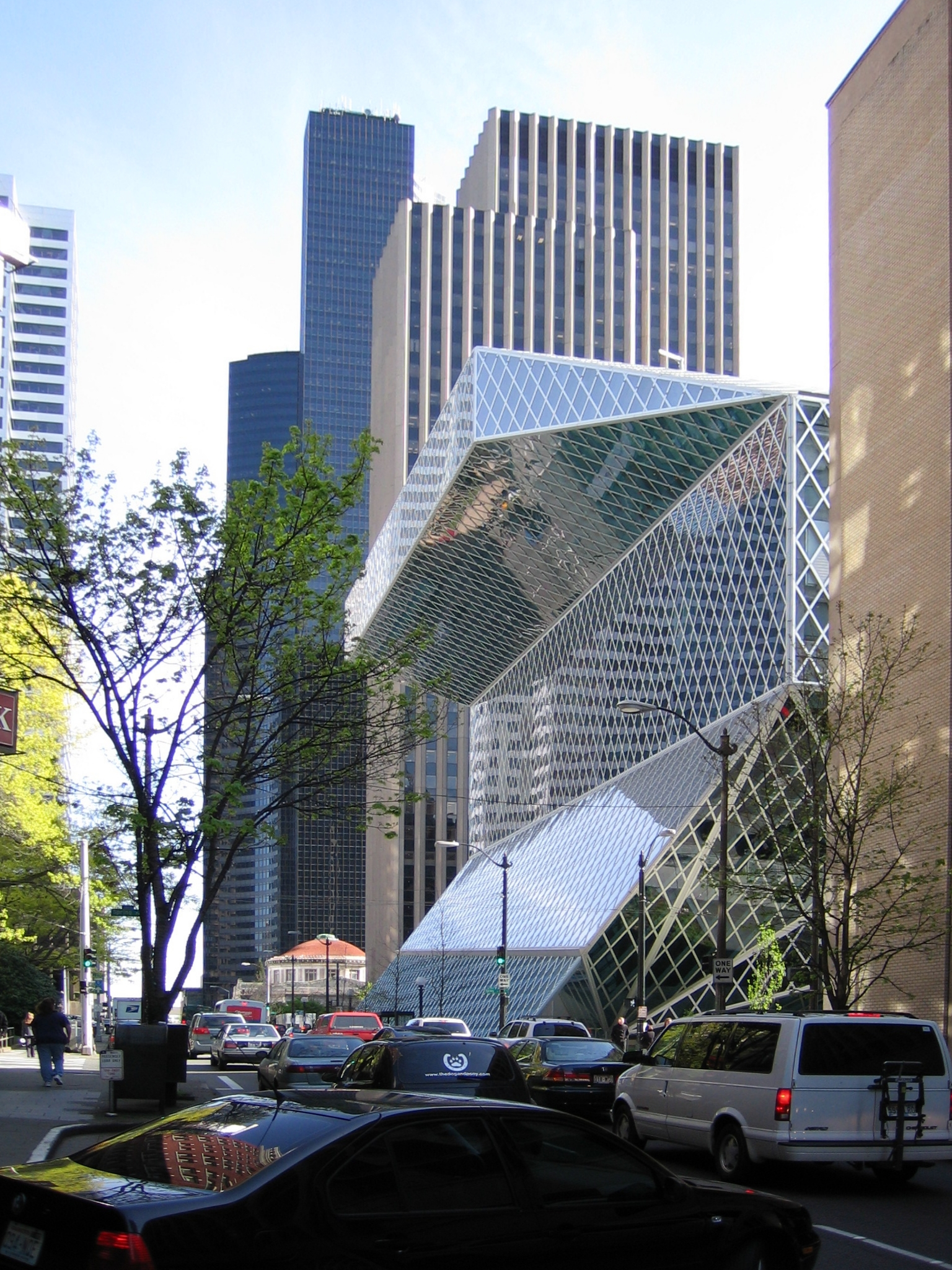
Biblioteca Central de Seattle, de Rem Koolhaas. La biblioteca, de aspecto llamativo, consiste en varias “plataformas flotantes” aparentemente envueltas en una gran red de acero sobre una piel de vidrio.

El deconstructivismo desempeña, en la arquitectura moderna, un papel opuesto a la racionalidad ordenada del movimiento moderno y al postmodernismo. Aunque tanto los postmodernistas como los deconstructivistas expusieron sus teorías conjuntamente en la revista Oppositions (publicada en el período 1973-84), estos artículos abrieron también una brecha decisiva entre ambos movimientos. Los deconstructivistas adoptaron una postura de confrontación contra la arquitectura establecida y la historia de la arquitectura, mostrando su deseo de desensamblar la arquitectura. Mientras que los postmodernistas volvieron a abrazar —a menudo astuta o irónicamente— las referencias históricas que el movimiento moderno rechazaba. El deconstructivismo rechaza la aceptación postmoderna de estas referencias. Igualmente rechaza la idea de ornamento como decoración. Estos principios hacen que el deconstructivista se alinee con las ideas del antihistoricismo modernista.
Además de las Oppositions, otro texto que ha separado el deconstructivismo del deshilachamiento del movimiento moderno y el postmodernismo fue la publicación de Complexity and Contradiction in architecture (1966) de Robert Venturi. Esta obra, definitiva tanto para el postmodernismo como para el deconstructivismo, ataca la puridad, claridad y simplicidad del movimiento moderno. Tras su publicación, el funcionalismo y el racionalismo, las dos ramas principales del movimiento moderno, fueron derrocadas como paradigmas de acuerdo con el postmodernismo y el deconstructivismo, pero de formas distintas. La lectura postmoderna de Venturi fue que la ornamentación y la alusión histórica añadía una riqueza a la arquitectura. Algunos arquitectos postmodernos intentaron reaplicar la ornamentación incluso a edificaciones económicas, un esfuerzo ilustrado por el concepto de Venturi de “la barraca decorada”. Se rechazó el racionalismo en el diseño, pero se mantuvo intacto el principio del funcionalismo. Esto se acerca a la tesis de la siguiente obra mayor de Venturi: los signos y ornamentos pueden aplicarse a la arquitectura pragmática e inculcadas las complejidades filosóficas de la semiología. 

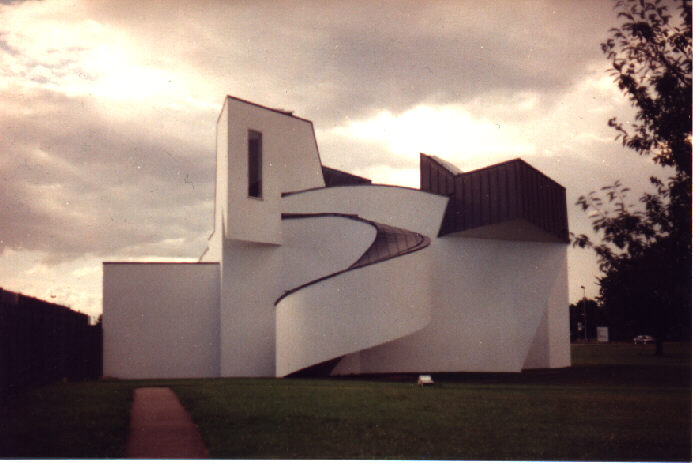
Vitra Design Museum, de Frank Gehry, en Weil am Rhein.

La lectura deconstructivista de Complexity and Contradiction es bastante diferente. El edificio básico era el sujeto de los problemas y lo intrincado del deconstructivismo, sin desprenderse de la ornamentación. En lugar de separar ornamento y función, como los postmodernistas, se cuestionaron los aspectos funcionales de los edificios. La geometría era a los deconstructivistas lo que el ornamento para los postmodernistas como Venturi, el sujeto de la complicación, y esta complicación de la geometría se aplicó, finalmente, a los aspectos funcionales, estructurales y espaciales de los edificios deconstructivistas. Un ejemplo de la complejidad deconstructivista es el Vitra Design Museum de Frank Gehry en Weil am Rhein, que toma el típico cubo blanco sin ornamentación de las galerías de arte del movimiento moderno y lo deconstruye, empleando geometrías que recuerdan al cubismo y al expresionismo abstracto. Esto subvierte los aspectos funcionales de la simplicidad del movimiento moderno a la vez que toma un aspecto de su evolución hacia el estilo internacional, del que la superficie estucada blanca es una reminiscencia, como punto de partida. Otro ejemplo de la lectura deconstructivista de Complexity and Contradiction es el Center for the Arts de Peter Eisenman. El Wexner Center toma la forma arquetípica del castillo y la imbuye de complejidad en una serie de cortes y fragmentaciones. Una rejilla tridimensional recorre arbitrariamente el edificio. La rejilla, una referencia al movimiento moderno, colisiona con la antigüedad medieval del castillo. Algunas de las columnas de la rejilla no llegan al suelo, sino que quedan intencionalmente suspendidas sobre las escaleras creando una sensación de incomodidad neurótica y contradiciendo el principio estructural de la columna. El Wexner Center deconstruye el arquetipo de castillo y representa sus espacios y estructuras como conflictos y diferencias.

### Filosofía deconstructivista
El camino principal de la filosofía deconstructivista a la teoría arquitectónica transcurre a través de la influencia del filósofo Jacques Derrida sobre Peter Eisenman. Eisenman trazó las bases filosóficas del movimiento literario de la deconstrucción, y colaboró directamente con Derrida en algunos proyectos, como la participación en el concurso del Parque de la Villette. Tanto Derrida y Eisenman, como Libeskind estaban preocupados con la «metafísica de la presencia», y este es el sujeto principal de la filosofía deconstructivista en la teoría arquitectónica. La presuposición realizada es que la arquitectura es un lenguaje capaz de comunicar el sentido y ser tratado por los métodos de la filosofía del lenguaje. La dialéctica de la presencia y la ausencia, o lo sólido y lo vacío, aparece en muchos proyectos de Eisenman. Tanto Derrida como Eisenman creían que el locus, o el lugar de la presencia, es arquitectura, y se encuentra la misma dialéctica de la presencia y la ausencia en la construcción y la deconstrucción.
Según Derrida, se desempeña mejor la lectura cuando se está ante estructuras narrativas clásicas. Cualquier deconstrucción arquitectónica necesita de la existencia de un arquetipo de construcción particular, una expectativa convencional fuertemente establecida sobre la que jugar con la flexibilidad de las normas. El diseño de la propia residencia de Frank Gehry en Santa Mónica (desde 1978), ha sido citado como una variación prototípica alrededor de un tema estándar: empezando con una casa ordinaria en un vecindario ordinario, Gehry alteró su masa, su envolvente espacial y sus planos en una subversión juguetona. El resultado es un ejemplo de deconstrucción

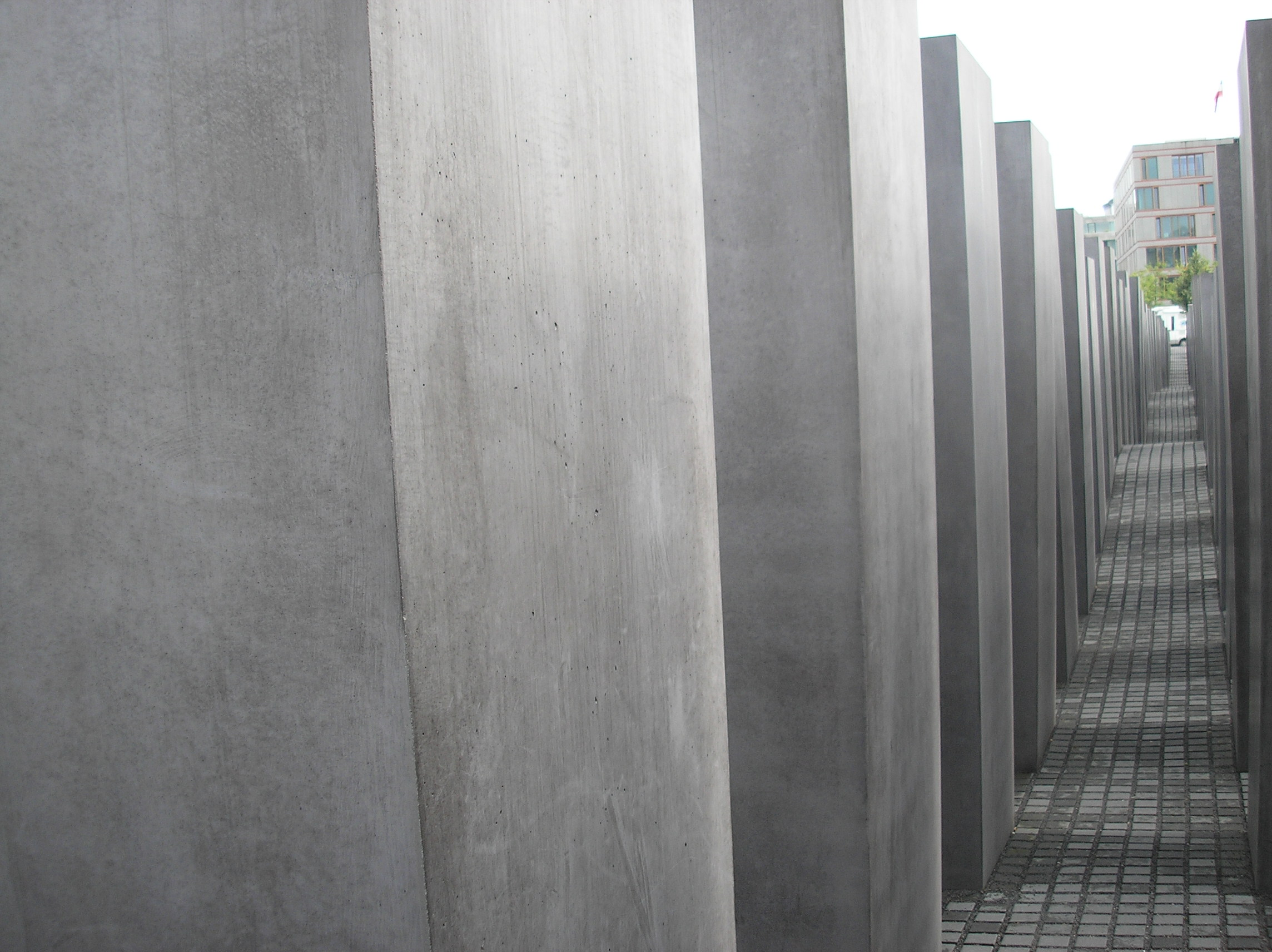
Monumento a los judíos de Europa asesinados, de Peter Eisenman y Buro Happold, diseñado para producir una atmósfera molesta y confusa. La escultura trata de representar un sistema supuestamente ordenado que ha perdido el contacto con la razón humana.

Además de la concepción metafísica de Derrida acerca de la metafísica de la presencia y la deconstrucción, sus nociones de traza y borrado, encarnadas en su filosofía de la escritura y la arqui-escritura encontraron su camino en las memorias deconstructivistas. Daniel Libeskind concibió muchos de sus primeros proyectos como una forma de escritura o un tratado sobre la escritura y a menudo trabajó con caligramas. Realizó escultura arquitectónicas a partir de libros y a menudo cubrió los modelos con textos, refiriendo abiertamente su arquitectura a la escritura. Libeskind puso en práctica las nociones de traza y borrado en su proyecto del Museo Judío de Berlín. El museo está concebido como la traza del borrado del Holocausto, e intenta que su sujeto sea legible y conmovedor. Los monumentos de Maya Lin a los veteranos del Vietnam y de Eisenman a los judíos asesinados en Europa reflejan también los temas de la traza y el borrado.

### Constructivismo y futurismo ruso
Otra corriente mayor de la arquitectura deconstructivista se inspira en el constructivismo y el futurismo ruso de principios del siglo XX, y tanto en sus artes gráfias como en su arquitectura visionaria, de la que se llegaron a construir pocos edificios.
Los artistas Naum Gabo, El Lissitzky, Kasimir Malevich y Alexander Rodchenko influyeron en el uso de las formas geométricas de la arquitectura deconstructivista de Zaha Hadid y Coop Himmelb(l)au. Tanto el deconstructivismo como el constructivismo muestran una preocupación con la tectónica de los ensamblajes abstractos. Ambos consideraron la simpleza radical de las formas geométricas el motivo artístico primario, expresado en las artes gráficas, la escultura y la arquitectura. Sin embargo, la tendencia constructivista hacia el purismo está ausente en el deconstuctivismo: la forma a menudo sufre una deformación cuando la construcción se deconstruye. También destaca por su ausencia la defensa de las causas socialistas y colectivistas, indispensables en el constructivismo ruso.
Los motivos gráficos primarios del constructivismo eran la barra rectangular y la cuña triangular, el cuadrado y el círculo. El Lizzitsky, en sus series Prouns, ensambló grupos de geometrías con diferentes orientaciones flotando libremente en el espacio. Estas figuras evocan las uniones estructurales básicas como las barras de metal o la madera serrada apilada o desperdigada. También realizó esbozos que compartían aspectos con el dibujo técnico. Son parecidas también las series deconstructivistas Micromegas de Daniel Libeskind.

La rotura simbólica de la pared efectuada por la intruducción de motivos constructivistas de barras inclinadas y cruzadas establece una subversión de la pared que define a la propia barra....Este caos aparente en realidad construye las paredes que defienen la barra; es la estructura. El desorden interno produce la barra a la vez que la divide como heridas abiertas a lo largo de su longitud.
Johnson y Wigley, 1988, p. 34

El estructuralismo desnudo de los arquitectos Ivan Leonidov, Konstantín Mélnikov, Alexander Vesnin y Vladímir Tatlin también tuvo su impacto en los arquitectos deconstructivistas, sobre todo en Rem Koolhaas. Sus últimos trabajos parecen encarnar el proceso de la construcción. Terminan los aspectos temporales y transicionales de los edificios, los andamios y las grúas necesarias en la edificaciones de gran tamaño. Das Wolkernbügel, de El Lissitzky, semejante a grúas conectadas y hechas habitables, es un precedente de la torre de la China Central Television, en la que Koolhaas realiza una arquitectura que parece perpetuamente en construcción.

## Arte contemporáneo

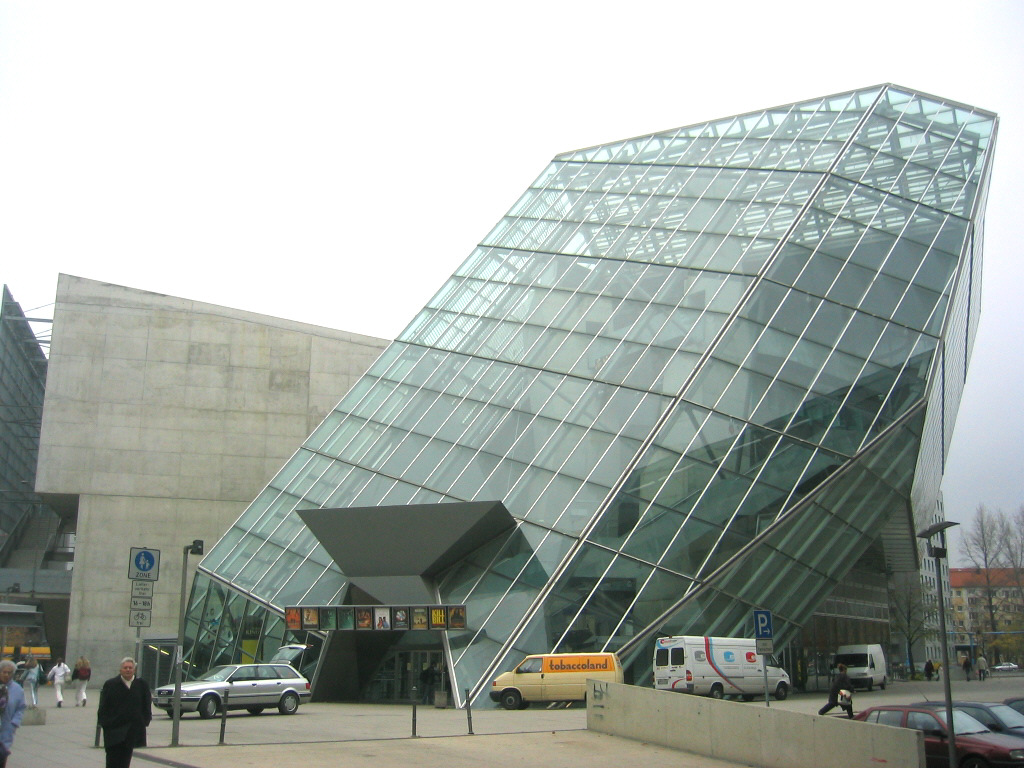
UFA-Palast en Dresde, de Coop Himmelb(l)au.

Dos corrientes del arte moderno, el minimalismo y el cubismo han ejercido una gran influencia en el deconstructivismo. El cubismo analítico tuvo un gran efecto en el deconstructivismo, pues las formas y el contenido se diseccionan y son vistas desde diferentes perspectivas simultáneamente. La sincronía del espacio disjunto es evidente en muchas obras de Frank Gehry y Bernard Tschumi. Sin embargo, el cubismo sintético, con su aplicación en el arte encontrado, no ejerció una influencia tan grande en el deconstructivismo como el cubismo analítico, aunque también se encuentra en las primeras obras de Frank Gehry. El deconstructivismo también comparte con el minimalismo una ausencia de referencias culturales. También recibe a menudo la influencia de las nociones minimalistas de arte conceptual.
Partiendo de su tendencia hacia la deformación y la dislocación se pueden encontrar aspectos del expresionismo y de la arquitectura expresionista asociados al deconstructivismo. A veces el deconstructivismo refleja variedades del expresionismo, como el neoexpresionismo y el expresionismo abstracto. Las formas angulares del UFA-Palast de Dresde, de Coop Himmelb(l)au, recuerdan la geometría abstracta de las pinturas numeradas de Franz Kline y a las figuras angulares representadas en las escenas urbanas de Ernst Ludwig Kirchner. La obra de Vasili Kandinski también guarda similitudes con la arquitectura deconstructivista. Su movimiento hacia el expresionismo abstracto apartándose del trabajo figurativo, tiene el mismo espíritu que el rechazo deconstructivista del ornamento para la geometría.

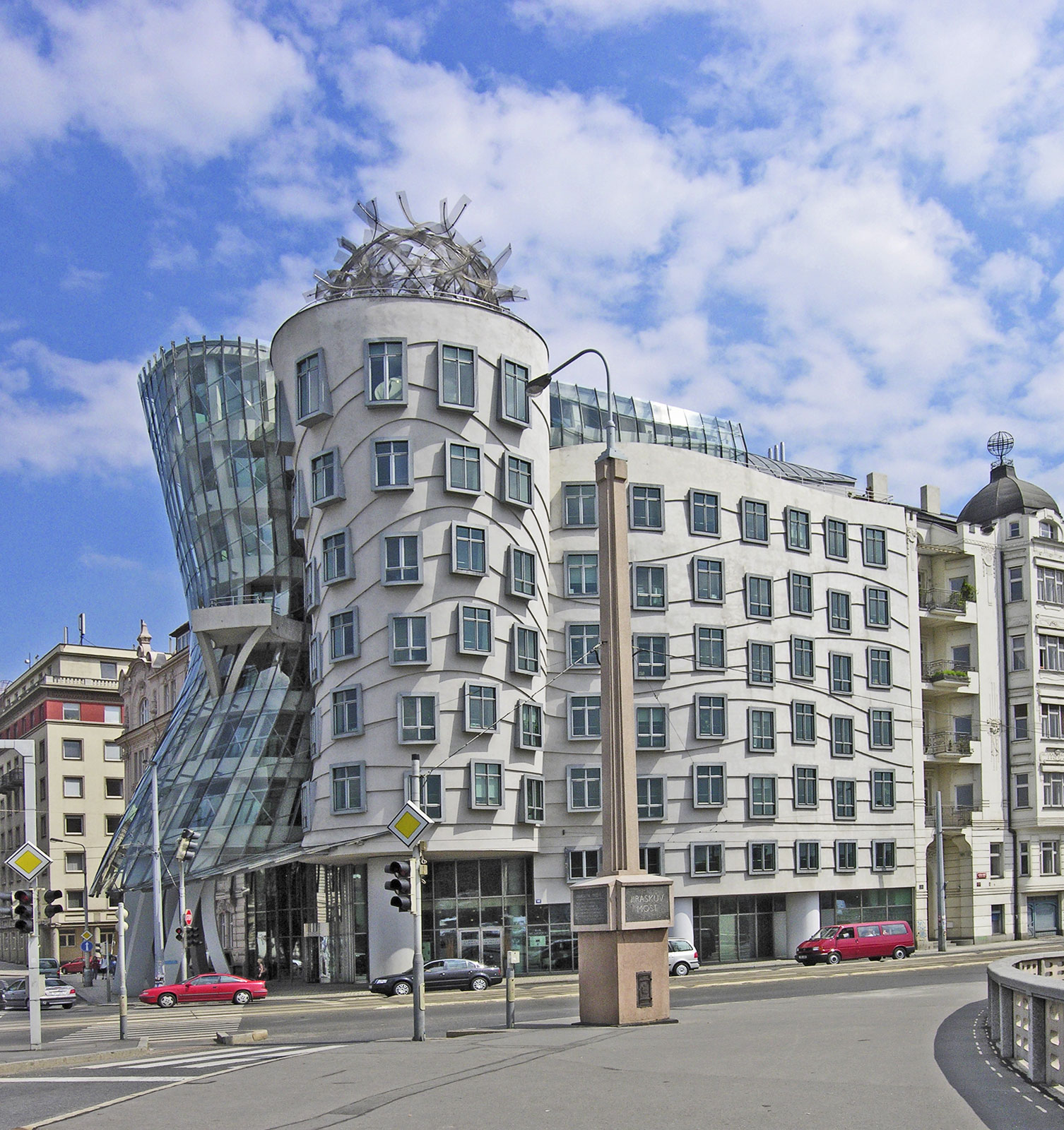
La Casa Danzante, Praga, de Frank Gehry, representa a una mujer y a un hombre (Ginger Rogers y Fred Astaire) bailando juntos.

Muchos artistas de las décadas de 1980 y 1990 realizaron obras que influyeron o tomaron parte en el movimiento deconstructivista. Maya Lin y Rachel Whiteread son dos de estos casos. El proyecto de Lin de 1982 del Monumento a los Veteranos del Vietnam, con sus bloques de hormigón es uno. Su forma fragmentada y la reducción del contenido a un texto minimalista influyó en el deconstructivismo, en su sentido de la fragmentación y el énfasis en la lectura del monumento. Lin también realizó obras para el Centro Wexner de Eisenman. Los espacios arquitectónicos de Rachel Whiteread son otro ejemplo en el que el arte contemporáneo confluye con la arquitectura. Ghost (1990), un espacio entero de escayola que solifidica el vacío, alude a la noción de presencia arquitectónica de Derrida. Building cuts, de Gordon Matta-Clark eran secciones deconstruidas de edificios exhibidas en las galerías de arte.

### Exposición de 1988 del MOMA
Philip Johnson, arquitecto y exdirector del Departamento de Arquitectura y Diseño, el Museo de Arte Moderno, en asociación con Mark Wigley, arquitecto y profesor en Princeton University, coordinado por Frederieke Taylor organizaron la exposición del MOMA de 1988 titulada Deconstructivist architecture, que cristalizó el movimiento y dio fama y notoriedad a sus integrantes. Esta es la tercera de las cinco exposiciones de arquitectura en el programa de arquitectura Gerald D. Hines Interests del Museo. Concebido para examinar la situación actual de la arquitectura, el programa contiene la publicación de catálogos para acompañar las exposiciones, así como conferencias y simposios. La exposición incluyó dibujos, modelos y planes de sitio para los últimos proyectos. Sus obras fueron precedidas de una sección introductoria de pinturas constructivistas y esculturas proceden de la colección del Museo. Los arquitectos que presentaron obras en la exposición fueron Peter Eisenman, Frank Gehry, Zaha Hadid, Coop Himmelb(l)au, Rem Koolhaas, Daniel Libeskind y Bernard Tschumi. Mark Wigley escribió un ensayo en el que trató de mostrar los aspectos comunes de los diferentes arquitectos.

Los proyectos de esta exposición marcan una sensibilidad diferente, una en la que el sueño de la forma pura ha sido perturbada. Es la capacidad de perturbar nuestros pensamientos sobre la forma lo que hace a estos proyectos deconstructivos. La muestra examinaba un episodio, un punto de intersección entre muchos arquitectos donde cada uno construye un inquietante edificio mediante la explotación del potencial oculto del movimiento moderno.
Johnson y Wigley, 1988

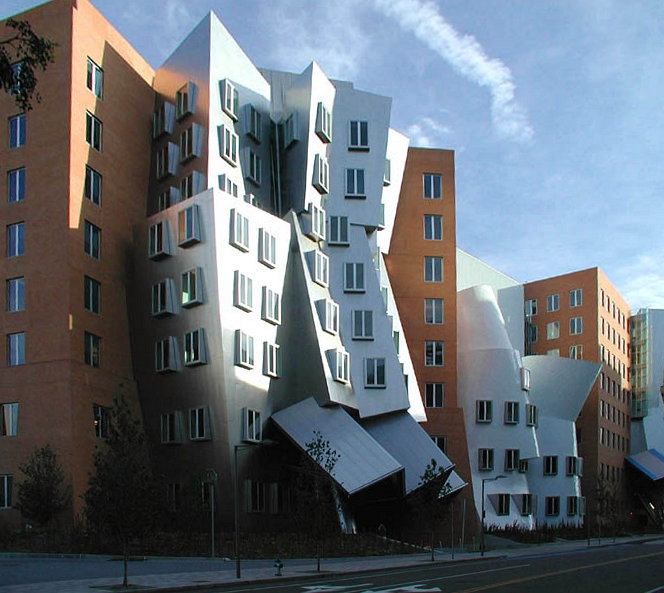
Stata Center, MIT, de aspecto improvisado.

Lista de los arquitectos y los grandes proyectos en la Exposición
- Coop Himmelblau de Vienna, Wolf D. Prix (b. 1942, Vienna) y Helmut Swiczinksy (b. 1944, Poznan, Poland): Rooftop Remodeling, Vienna, 1985 Hamburg Skyline, 1985 Apartment Building, Vienna, 1986
- Peter Eisenman: Biology Center for the University of Frankfurt, competition, 1987
- Frank Gehry: Gehry House, Santa Mónica, 1977-87 y Familian Residence, Santa Mónica, 1978
- Zaha Hadid: The Peak, competition, Hong Kong, 1983
- Rem Koolhaas: Rotterdam Building and Tower, commission, 1981
- Daniel Libeskind: City Edge Competition, Berlín, 1987
- Bernard Tschumi: Park de la Villette, competition, París, 1982

## Principios comunes en la arquitectura deconstructivista
El movimiento deconstructivista posee diversas características comunes, entre ellas podemos encontrar el intento por liberar la arquitectura de las reglas modernas, o más que eso, de las reglas en su totalidad; los teóricos creen que no hay un único molde para crear la buena arquitectura entonces esta no debe ser reglamentada. Otro punto,  se oponen al racionalismo del lenguaje, es que las cosas poseen más de un significado, cada uno interpreta de su manera. Lo mismo pasa con el concepto de estética, ¿Por qué lo bonito es lo clásico? ¿O lo moderno?, la concepción de belleza cambia, la raíz del agrado o del significado viene de diversos lugares, de la cultura, de la historia, de la política, de lo cotidiano, tornando la sistematización complicada. Esa nueva teoría arquitectónica viene con el intuito de crear una revisión de todos los conceptos, que hasta ahora, eran vistos como verdad absoluta.
Cuatro puntos, que están conectados, son muy importantes para el movimiento: la distorsión de los principios elementales y los procesos no lineales, hacen un cambio en el plano cartesiano. Las ideas de fragmentación, la ruptura con el entendimiento inmediato y la geometría no euclidiana transforman el punto de la perspectiva que antes era claro en una imagen de indagación rompiendo con el enfoque principal.
Los principios deconstructivistas ven con el intuito de mostrar que la arquitectura es un arte humana, no es lógico, natural o inmutable, y si lleno de contradicciones, una arquitectura imprevisible que obligue al público a crear una idea propia sobre lo que está siendo percibido y con el caos controlado tornar la percepción distinta en cada punto de vista. Por fin la última característica es la subversión de la lógica arquitectónica de la adición, o sea, la arquitectura es una totalidad, el todo debe tener en cuenta las partes.

## Autores principales
El movimiento deconstructivista, como explicado anteriormente, fue basado en distintas influencias, como el filósofo Jaques Derrida, las vanguardias y el constructivismo Ruso. Con eso, es posible percibir, al estudiar las obras de los principales arquitectos del movimiento, que el desconstrutivismo fue abordado de distintas formas diferenciando sus obras. Algunos de los arquitectos que se destacaran son: Peter Eisenman, Zaha Hadid, Frank Gehry, Rem Koolhaas,  Daniel Libeskind, y Bernard Tschumi. 

### Bernard Tschumi
Bernard Tschumi es uno de los arquitectos que mejor trabaja con la filosofía deconstructivista de Derrida, él la interpreta: 

Si hoy en día, dice Tschumi, estaciones ferroviarias se transforman en museos e iglesias en discotecas, debemos estar a la altura de esta extraordinaria intercambiabilidad de formas y funciones y de la pérdida de la tradicional relación de causa y efecto santificada por el Movimiento Moderno. La forma no sigue más a la función. Si la respectiva contaminación de todas las categorías, las constantes substituciones y confusiones de géneros son las nuevas directivas de nuestra época, lo mejor sería tomarlas en nuestro provecho.
Broadbent, Deconstruction, a student guide., p. 67

Actualmente es esa estrategia de programas múltiplos constantemente usada. La forma no sigue más a función, principalmente porque la función no es más única: Un único espacio puede ser destinado a distintas actividades.
Con estrategias como la programación cruzada (espacio usado para un programa particular, que no fue construido para el mismo), la transprogramación (combinación, en el mismo espacio, de dos programas, en principio incompatibles) y la desprogramación (combinación de programas con una contaminación del programa A en el B), el arquitecto crea espacios de programas múltiples, rompiendo así con las oposiciones básicas de la arquitectura en que ocurre una relación directa entre la causa y la resolución, como forma y función, creando otra analogía al filósofo Derida que intentaba romper con el lenguaje.
Tshumi entiende que el significado viene de interpretaciones personales y esto cambia de persona a persona. Cuando se proyecta, en su opinión, se debe pensar en las circunstancias sociales, políticas y culturales. Un ejemplo de deconstrucción en la práctica arquitectónica es el Parque de la Villette (1982-1983).

#### Estudio de caso: Parque de la Villette
El Parque de la Villette es un proyecto que posee una superficie de más de un kilómetro de longitud y setecientos metros de anchura, y un programa complejo (talleres, gimnasios, museos, teatros y entre otros) que es considerado deconstructivista desde su concepción. El arquitecto rechazó la idea de “complementar” los vacíos de lo preexistente y la idea de palimpsesto, o sea, expresar lo anterior en las nuevas construcciones, creando una nueva memoria para el espacio.
El concepto principal fue la improvisación, creando la posibilidad de un programa que constantemente puede cambiar conforme la necesidad. Consiste de tres sistemas: las superficies (espacios verdes abiertos), las líneas (los caminos del parque) y los puntos (las construcciones del proyecto, estructuras rojas que difieren unas de otras). Estas últimas no poseen un programa definido, fueran pensadas para abrigar eventos conforme la necesidad del parque. Los puntos son el organizador del espacio y es la característica icónica del plan. 
La deconstrucción en el proyecto está primeramente en la creación de un espacio que no posee un único significado, tornando posible que el peatón cree su propia interpretación de lo experimentado y entendido. El siguiente punto es la búsqueda del arquitecto por la creación de un espacio incoherente, contradictorio, así como la experiencia humana. 
La superposición de los sistemas, también es deconstructivista, crea una colisión e interacción entre el sitio, sus caminos y sus construcciones, no hay un ritmo o una orden clara, es una no-estructuración estructurada. Y por último, el rechazo de la adición la arquitectura. El proyecto no necesita de ningún otro complemento, la imprevisibilidad de las necesidades del parque ya fue prevista en las construcciones sin uso definido.

### Peter Eisenman
Así como Bernard Tschumi, Peter Eisenman también es directamente influenciado por la filosofía de Derrida, hasta llegó a trabajar personalmente con el filósofo. 
En su proyecto el arquitecto crea distintos planos geométricos de una manera que el entendimiento no es inmediato, solo es posible comprender la totalidad de su intención cuando los textos explicativos son leídos. Todos los conceptos modernistas son afrontados, Eisenman sigue la teoría y no la forma. Aparte de eso, también proyecta con la psicología, creando espacios que generan sentimientos, como en Centro de Arte Moderna de Wexner.

### Daniel Libeskind
Daniel Libeskind es un arquitecto estadounidense de origen judío. Nació en Lodz, en la Polonia de la posguerra.
Es posible entender como el arquitecto trabaja la deconstrucción estudiando su obra del Museo Judío en Berlín. El arquitecto, que antes del Museo solo tenía una obra construida, era hasta allí un gran teórico, y su proyecto fue basado en su propia visión de arquitectura, de comprensión del contexto, del presente y de la historia.
El arquitecto entiende la creación arquitectónica como la composición de un libro, de una música o de una poesía. Su proyecto no tiene relación con los de algunos otros arquitectos deconstructivistas. Cada elemento de su deconstrucción tiene un por qué muy claro y definido, es el significado que da forma a todo su proyecto. Solo quien conozca el código e intenciones que generarán la obra va a comprender su mensaje correctamente.
Libeskind explica que «la arquitectura no debe limitarse a comunicar a un ser humano la existencia de un mero objeto. La arquitectura es una percepción, y también algo que posee una dimensión intelectual. Es una forma de comunicar algo más allá de la realidad física con la que está construida».

#### Estudio de caso: Museo Judío
Su diseño fue originado de la relación entre la historia de Berlín y la contribución de los judíos, su falta y el significado del Holocausto en la consciencia y memoria de la ciudad.  La propuesta de Libeskind parte del tema «El vacío y la ausencia» enseñando la desaparición de los judíos de Berlín.
La planta del edificio parte de una línea desarticulada que se parece a un rayo, es una Estrella de David desdoblada, y representa la tortuosa historia de los judíos en Alemania. 
El edificio tiene una planta subterránea y cuatro sobre el nivel del suelo. Las fachadas son de hormigón con un recubrimiento exterior de chapa metálica. Esta capa está constituida por paneles colocados diagonalmente que dan la sensación de que las fachadas están inclinadas. Tiene una serie de ventanas estrechas como rajaduras, cortes que la atraviesan en diferentes direcciones como cicatrices de lo que ha pasado. Se le encuentra sentido si le pone en contexto judío: ruptura, fragmentación, desgarramiento. En el interior se aprecia como filtra la luz por esos «cortes» y queda un efecto que llama al recogimiento.
Su fachada no tiene puerta principal alguna, el ingreso al conjunto se da por el edificio histórico contiguo y se produce a través de la planta del sótano, conectándolo a su ampliación. De la entrada por el subsuelo, Libeskind se refiere a como tenían que vivir los judíos en los tiempos de Guerra. Después de allí se entrecruzan tres líneas subterráneas, pasillos llamados «ejes», que definen el concepto general de la obra y simbolizan tres aspectos de la experiencia judía en Alemania: continuidad: el museo, exilio: el jardín exterior recordando los que tuvieran que dejar Berlín y muerte: que lleva a la torre del holocausto, final sin salida de la mayoría de los judíos.
Es posible ver muchos recursos deconstructivistas en el museo, además de las justas posiciones de sistemas, distorsiones de figuras, paredes inclinadas y choques a ángulos cerrados. El trabajo del arquitecto con esos recursos y su aspecto psicológico llevan a una aparente irracionalidad, que puede hasta hacer que algunos lo comparen a Frank Gehry en primera vista. Pero la irracionalidad en el caso de Libeskind es solo aparente. 
El aspecto que diferencia este edificio de otros es la cualidad sensorial que el arquitecto consigue al determinar cada elemento del proyecto a partir de un significado y sentido mayor dentro del contexto a que se refiere. El edificio se basta en sí mismo no solo por sus calidades físicas, como otros tantos del deconstructivismo, sino porque él mismo ya tiene gran parte del contenido museográfico del Museo Judío. Transmite sensaciones y experiencias sobre ese capítulo de la historia que «ninguna muestra o museo convencional sería capaz de hacer, llevando la capacidad comunicadora del proyecto de arquitectura a un nivel notable y difícil de replicar».

### Zaha Hadid
Con influencias del constructivismo ruso y movimientos de las vanguardias Hadid utiliza la tridimensionalidad y su superposición de formas más intensa. Lleva en cuenta la sociología y la historia, y el proyecto es concebido de una manera deconstructivista con trasposición de estratos y la cinematografía..

### Rem Koolhaas
Así como Hadid, Koolhaas, es influenciado por el constructivismo Ruso y movimientos de la vanguardia. Hace uso del método de encaje y colage, inventado por los dadaístas, utilizando distintos conceptos de épocas diferentes para crear una nueva arquitectura, articulando la historia, la tipología y el estilo en una sola obra.

#### Estudio de caso: Biblioteca Central de Seattle
En el caso de la Biblioteca Central de Seattle, del estudio OMA, observamos un replanteamiento del concepto de biblioteca y una revolución contra la concepción tradicional del mismo. El estudio pretendía, según la memoria de la propuesta, reformular el concepto tradicional de biblioteca adaptándolo a los nuevos requerimientos de este tipo de instalaciones. La biblioteca ya no sería una institución dedicada exclusivamente al libro, sino un «almacén de información». Esta nueva nomenclatura hace referencia a la creciente importancia de los medios de comunicación audiovisuales alternativos al libro en la bibliotecas modernas, y al cambio progresivo en la interacción del usuario respecto a estos medios gracias a la tecnología. 
Esto se refleja en un programa que da la misma importancia a la organización del espacio físico de la biblioteca y a la organización de los espacios virtuales de la misma, concebidos en paralelo como parte de la misma arquitectura. El sitio web de la biblioteca se organiza de igual forma que el edificio. Un programa que pretende comprimir el espacio de almacenamiento aprovechando al máximo las nuevas tecnologías de almacenamiento virtual y que busca la dualidad de uso entre los nuevos y los tradicionales medios de comunicación, presentados por igual y de manera legible.
El proyecto supone un proceso hiper-racional de diseño, en el que ideas racionales adquieren una lógica independiente y dan como resultado imágenes que parecieran irracionales (a simple vista la biblioteca parece producto de un capricho más que del análisis del diseñador).
Un aspecto importante del mismo es que confronta la visión tradicional de la flexibilidad en la arquitectura moderna que, según Joshua Prince-Ramus, coautor del proyecto, crea espacios genéricos donde puede darse casi cualquier actividad pero en la práctica son ocupados por la necesidad más inmediata, que termina imponiéndose frente a otras actividades. En su lugar, propone la llamada «flexibilidad compartimentada». La biblioteca está organizada en distintas secciones dedicadas a tareas específicas. La flexibilidad se produce dentro de cada sección, y permite de este modo la posibilidad de cambiar secciones enteras del edificio para adaptarse a otros usos, en caso de ser necesario, pero sin obstaculizar a las demás.
Asimismo, contribuye al concepto de vida social en tanto que el Estudio concibe la biblioteca moderna no solamente como un lugar para leer, sino como un organismo en donde se llevan a cabo diversas actividades. El nuevo edificio debía ser sensible al incipiente rol social de las bibliotecas, generando un espacio abierto al público y evitando el carácter de «fortaleza» que ha tenido tradicionalmente este tipo de construcción. Estos son a grandes rasgos los principales puntos de desarrollo de la propuesta de OMA. 
Para llevar a la práctica estos puntos, el estudio neerlandés creó cinco plataformas, cinco clústers con programa y equipamiento específico para las actividades a desarrollar en cada uno de ellos. Estas plataformas se materializarían en cinco volúmenes colocados uno encima del otro, dejando espacios intersticiales entre ellos que estarían dedicados a la lectura, el trabajo y el reposo. Los volúmenes apilados estarían desplazados de forma aleatoria respecto a la vertical, en razón de un mejor uso de la luz natural y las vistas a la ciudad. Es un claro ejemplo del estudio de la «forma» seguido del de la «función».
Estructuralmente corresponde a la superposición de dos tipos estructurales: un sistema de cerchas perimetrales profundas que, aguantadas por pilares inclinados y unidas a un núcleo de hormigón, permiten formar plataformas en voladizo y contrapesos; y otro formado por la propia estructura en forma de rejilla metálica de la fachada. Conexiones de deslizamiento especialmente diseñadas unen lateralmente la rejilla de acero a las armaduras de las plataformas. Las conexiones fusionan los dos sistemas estructurales a la vez que previenen la transferencia de las cargas de gravedad a la rejilla de acero.
Se buscó una estética particular, con una fachada de vidrio y acero a base de superficies facetadas que contrastasen con los edificios adyacentes a la biblioteca, y generando un nuevo icono urbano. OMA citó en la memoria del proyecto de diciembre de 1999 la fachada de pliegues del Music Experience Project de Frank Gehry, situado también en Seattle, como icono del desarrollo de la moderna Seattle, junto a la nueva Biblioteca Central.
El lenguaje icónico y visual está también presente en cierta manera en el interior del edificio; cada planta posee un acabado distinto según la función y el uso a los que está destinada, con el fin de enfatizar el diseño basado en plataformas suspendidas. Se pueden encontrar desde pasillos completamente revestidos en rojo brillante en el nivel 4, escaleras en naranja o amarillo chillón, hasta un suelo de 670m2 en el centro de aprendizaje del nivel 1 tallado en madera con frases en once idiomas diferentes, diseño de Ann Hamilton, que sugiere una «experiencia táctil del libro en la era digital» o moquetas numeradas según el Sistema Dewey de clasificación que corresponden a las estanterías adyacentes en la denominada «Espiral de Libros» de los niveles 6 a 9. Se utilizan, además, consistentemente nombres no tradicionales que ayudan a hacer la estancia emocionante; la planta tercera se denomina, por ejemplo, «sala de estar», y la sala de ordenadores «sala de mezclas».
La “Espiral de Libros”, el espacio de ubicación de las colecciones de libros, es uno de los espacios principales y más innovadores del edificio. Corresponde a la cuarta plataforma y está formado por una rampa que va ascendiendo en espiral con una suave pendiente del 2% a lo largo de los cuatro pisos que ocupa. Esta rampa organiza el espacio a su alrededor y permite acceder a las hileras de estanterías de libros. Cada planta de la espiral de libros corresponde a una materia diferente, de forma que los libros de cada materia están reunidos y organizados en un espacio único, evitando la dispersión común en otras bibliotecas. «La espiral», pues, corresponde a una nueva forma en la entrega de libros a los clientes dentro de un sistema de biblioteca; en lugar de tener los libros en diferentes estantes y pisos, permitió disponerlos en una fila continua, haciéndolos «fácil de navegar».
A pesar de algunas críticas, es indudable que la biblioteca en Seattle es un éxito social y, como es usual en la obra de Koolhaas y OMA, ha sacudido a la crítica sobre la forma cómo se percibe tradicionalmente la arquitectura.

### Frank Gehry
De todos los movimientos de vanguardia, el cubismo, es lo que más influencio Gehry, el arquitecto llegó en su propio decostructivismo con la experimentación de la construcción con materiales baratos.  Así como Hadid, es la geometría y su superposición la constante tentativa que torna al arquitecto en deconstructivista.  

### Comparación
Después de estudiar las obras de cada arquitecto y cuál fue la parte del movimiento que los influenció queda más claro el entendimiento de las críticas sobre la clasificación de las obras de Frank Gehry como deconstructivista. De manera distinta que los proyectistas Peter Eisenman, Bernard Tschumi y Daniel Libeskind, los arquitectos Zaha Hadid, Frank Gehry y Rem Koolhaas utilizan los principios del deconstructivismo de manera muy literal, con formas muy retorcidas y organización caótica. 
«El origen del deconstructivismo deriva del término utilizado por el filósofo argelino-francés Jacques Derrida (1930-2004) quien, a su vez, lo retoma del término destruktion del filósofo alemán Martin Heidegger (1889-1976). Derrida considera esta traducción más precisa que la traducción clásica de ya que la deconstrucción hace referencia a la desarticulación de un pensamiento, más que a su destrucción».
El movimiento viene a romper con las reglas arquitectónicas impuestas hasta ahora e instigar al espectador. Pero cuando todo es muy literal y los arquitectos hacen una destrucción en vez de una deconstrucción, puede considerarse que los principios fueran perdidos en el desarrollo del proyecto, tornando más importante a la estética y no a los pensamientos que fueran utilizados en la concepción. La utilización de los principios de manera literal torna la teoría en un modelo, en un conjunto de reglas, y ese es uno de los principales puntos que rechazaba el filósofo Jaques Derida.

## Diseño asistido por computador
El diseño asistido por computador (CAD) es una herramienta esencial en la actualidad en muchos aspectos de la arquitectura contemporánea, pero la naturaleza particular del deconstructivismo hace que el empleo de computadoras sea especialmente pertinente. El modelado tridimensional y las animaciones (virtuales y físicas) ayudan en la concepción de espacios complejos, mientras que la capacidad de enlazar modelos computarizados con la fabricación asistida por computadora (CAM) permite que la producción en masa de elementos modulares ligeramente diferentes sea asequible. De forma retrospectiva, muchas de las primeras obras deconstructivistas —los bocetos de Zaha Hadid, por ejemplo— parecen haber sido concebidas con la ayuda de una computadora, pero en realidad no fue así. Gehry es conocido por realizar durante el proceso de diseño muchos modelos físicos —maquetas— y virtuales. Gehry emplea en su estudio un sofisticado programa de diseño aeronáutico CATIA. Aunque la computadora ha facilitado mucho el diseño de formas complejas, no todo lo que tiene aspecto extraño es “deconstructivista”.

## Respuesta crítica

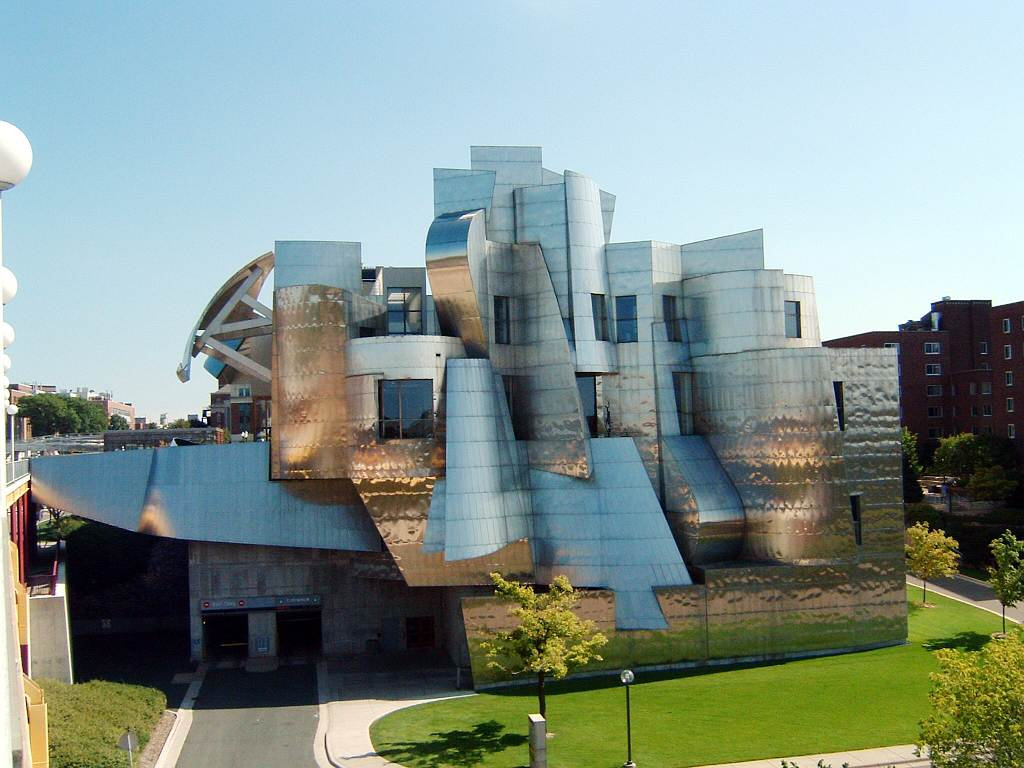
Museo de Arte Weisman de Frank Gehry, 1993.

Desde la publicación de Modern Architecture: A Critical History, de Kenneth Frampton se ha tomado conciencia del papel de la crítica en la teoría arquitectónica. Como Whilst señala a Derrida como una influencia filosófica, se puede considerar que el deconstructivismo está tan enraizado en la teoría crítica como la otra ramificación del postmodernismo, el regionalismo crítico. Los dos aspectos de la teoría crítica, urgencia y análisis, se encuentran en el deconstructivismo. Hay una tendencia a reexaminar y criticar otros trabajos o precedentes del deconstructivismo, y también por situar las cuestiones estéticas en primer plano. Un ejemplo podría ser el Wexner Center. La teoría crítica, sin embargo, tenía como corazón una crítica al capitalismo y sus excesos, y en este aspecto muchos trabajos de los deconstructivistas no siguen estos principios, pues están realizados por una elite y son extremadamente costosos.
El Wexner Center trata con asuntos fundamentales de la arquitectura como la función y la precedencia, y muestra su urgencia en el discurso arquitectónico de una forma analítica y crítica. La diferencia entre lo crítico en el deconstructivismo y lo crítico en el regionalismo crítico es que el regionalismo crítico reduce el nivel de complejidad involucrado y realiza un análisis más claro a la vez que intenta reconciliar la arquitectura moderna con las diferencias locales culturales, físicas y naturales; siendo así, una arquitectura de integración. Esto conduce a la arquitectura moderna “vernácula”. El regionalismo crítico muestra falta de autocrítica estética y una visión utópica del lugar, sin embargo, las tendencias de la arquitectura verde se han manifestado como una actitud o respuesta crítica y a un grito de conciencia. Por el contrario, el deconstructivismo se autocritica y recibe críticas externas más intensamente, además de tender a mantener un alto nivel de complejidad compositiva, pudiendo dificultar su ejecución haciéndole dependiente de las posibilidades financieras y tecnológicas disponibles; a esto se podría comparar: la mano de obra con conocimientos empíricos del medio local o rural contra la mano de obra altamente tecnificada y urbana. Algunos arquitectos identificados con el movimiento deconstructivista, especialmente Frank Gehry, que a menudo adopta puntos de vista anti-filosóficos
han rechazado vehementemente que se clasifique su obra como deconstructivista. Otros son tan críticos con su propio trabajo como con los precedentes y los trabajos contemporáneos.
Los críticos al deconstructivismo lo ven como un ejercicio puramente formal, de poco contenido social. Kenneth Frampton lo encuentra “elitista y desprendido”. Otras críticas son similares a las de la filosofía deconstructivista—que, dado que el acto de la deconstrucción no es un proceso empírico puede resultar en cualquier cosa que el arquitecto desee y, por tanto, sufre de falta de consistencia. En los últimos tiempos algunos tienen la sensación de que los fundamentos filosóficos de los comienzos del movimiento se han perdido. Otros críticos rechazan la premisa de que la arquitectura sea un lenguaje capaz de ser el sujeto de la filosofía lingüística o, si consideran que fue un lenguaje en el pasado critican que ya no lo es.